# 邾武公
邾武公（？—？），曹姓，名夷甫，字颜，為西周諸侯國邾国君主第七代君主，是邾子訾父的儿子。
弟弟邾子叔术继位。儿子邾子夏父、公子友，公子友被封至小邾国。